# 異種格闘技戦
異種格闘技戦（いしゅかくとうぎせん）は、広義では異なった格闘技の競技者同士が何らかのルールの下で対戦すること。
狭義では元プロレスラーであったアントニオ猪木が現役時代である1976年から断続的に行ったプロレス対他の格闘技の競技者と闘った異種試合の通称である。これらの正式な名称は格闘技世界一決定戦という。
それ以降は、最初に猪木らが中心となってプロデュースし、実現させた「異なった格闘技の格闘家や武道家同士が、双方取り決めたルールの下で闘う」競技。
一般には、ボクサー等は拳に着用する各種グローブを着用し、パンチの使用が許されることになる。こうしたグローブや専門シューズの着用までは許されるが、剣道やフェンシングなどのような器具や武器を用いる格闘技は含まれない。

## 歴史
日本の記録では＜スポーツ探偵＞ボクシング　黒船と一緒にやって来た？や日本のボクシングの歴史、、『日本プロレス全史』（ベースボールマガジン社）、小島（1983）によると（小島貞二（1983）『力道山以前の力道山たち―日本プロレス秘話 』: 三一書房）、ペリー提督が二度目に来航して日米和親条約を結んだ1854年（嘉永七年）に、レスリング・ボクシング選手でもあった米兵が力士に挑戦した相撲vsレスリング・ボクシングの他流試合の記録が知られる（1854年2月26日）。
このときペリー一行との接見式に三十人の力士団が動員され、彼らは幕府がペリーに贈った白米200俵を浜辺から船に積み込む役割を担うが、米俵運びに続いて稽古相撲も見せており、血気盛んな水兵たちとりわけボクシングやレスリング選手でもある者がチャンピオンに挑戦したいと、当時の大関小柳常吉に伝えられる。そして奉行の耳にも入る。奉行は双方に怪我のないような対戦なら構わないではないかということになった。こうして小柳と、俵を八俵運んだ白真弓が受けて立つことになる。試合は15〜6人が二人にぶつかっていくが、土俵の中の相撲でやったのだから叶わなかったという。ただし、白真弓はパンチを受けて鼻血を出し、呼吸がかなり苦しかったとされる。
ひとまわり終わったところで、とくに腕に覚えのある三人の水兵が挑むことになった。水系の中の BIG 3としてレスリング選手でウィリアムとブライアン、ボクシングの選手でキャノンという3人特にキヤノンは双腕の刺青がすごく一際逞しい男であったという。一方小柳は170センチ体重155kgのかた太りで腕力も強かったという。
まずはキヤノンがいきなり右からスイングを振ってきたが、小柳は仰け反ってその右を払うと思いっきり小手に振り、間髪を入れずに左右からウィリアムとブライアンが腰めがけて組み付いてきたというが、右からくるブライアンをたぐり寄せ、首を巻き込む要領で抱え左から来るウィリアムは付きでよろめかしバンドを掴んで足を払われたという。相手の倒れた体制から小柳は右足でキャノンの腰のあたりを踏み右手でブライアンの首を巻き左手でウィリアムをバンドで吊るし上げた格好となった姿を見ていた水兵たちは両手を広げたオーバーなジェスチャーでワンダフルと叫んだという。結果米軍の完敗。
その後1861年（文久元年）2月、相撲の横浜巡業に現れたラウダというイギリス人のその挑発的な言動に切れ、三段目時津風宗吉が対戦。軍配が返ると同時に時津風は自慢の石頭から突っ込み、右ストレート送り出すラウダを押し上げる。体勢を崩しつつも股間を蹴ろうとするラウダに突き一髪を見舞うと土俵下に吹き飛ばした。横浜居留地内はラウダが投げ殺されたらしいという噂で持ちきりになったという。
同年には身の丈八尺で各国を武者修行して歩く猛者との触れ込みのフランス人ヘルシャナという人物が、横浜の力士に投げ飛ばされている錦絵が残っている。「横浜力士の誉れ」のタイトルで描かれ、 大評判となったという。ヘルシャナは力士に勝負を挑んだもしくは力士達をからかったなど諸説あるが、結果挑戦に応じた一人の力士に電光石火で投げ飛ばされたという。絵の解説で相手は幕内力士の明石潟浪五郎と推測しているが、事件の実相は不詳としている。
同時期身長160 cmのチビッコ力士として幕末に活躍し、小さいだけの理由でなかなか入幕を許されなかった両國梶之助も身長2 mを超すインド人と非公式に対戦しているという。このインド人は日本の力士たちを手玉に取っていた、と言う話があった猛者だったらしい。試合前、あまりの小ささに目を丸くしたインド人であるが、対戦では両國のいきなりの頭づきに怒り心頭し、髷を掴みヘッドロックとパンチの雨をみまい、両國を顔面血だらけにしたが、両國は相手の急所を握りしめ、裏投げを決めたと言う。
1879年（明治12年）の鞆ノ平武右衛門の異種格闘技戦は、アメリカ合衆国前大統領ユリシーズ・グラントの来日にボディーガードとして同行したボクサーが、同年6月の天覧相撲という公式の場で「チャンピオンにチャレンジしたい」と試合を申し込んだもの。頭から突っ込む鞆ノ平に素手でアッパーカットにフックを見舞うボクサーという壮絶な死闘が続いた後、鞆ノ平はついに自身十八番の殺人技である鷹無双で相手を投げつけた。以降角界でメリケンと言えば打撲傷を指す隠語になったという。
大阪相撲で三段目まで登った大錦太郎市はハワイ巡業の後にアメリカ本土にわたって異種格闘技戦を繰り広げている。1898年（明治31年）場所はフィラデルフィアの野球場で、首締めで攻めまくる大錦にレフェリーがチョークと注意するも英語がわからずそのまま喉輪責め、相手は大錦の背中を叩きギブアップを求めるが、大錦はそんな合図があることを知らないので、一気に締め落としている。
また1914年（大正3年）春に当時の横綱太刀山峯右エ門のもとにパリで秋に行われる各国のトップレスラーによる国際試合に出場し、欧州最強であるジョージ・ハッケンシュミットと戦ってほしいという話が舞い込んでいる。この大会に太刀山も出る気満々だったというが、第1次世界大戦が勃発し大会自体が中止で幻に終わった。
明治期以降は柔道家も多くの他流試合・異種格闘技戦を行っていることが知られる。そもそも講道館自体が講道館柔道対古流柔術で名を馳せた存在であるし、嘉納治五郎の甥の嘉納健治は日本のボクシング界を発展させるために柔道対ボクシングの異種格闘技試合である柔拳試合も開催していた。この「柔拳」は明治中期から興行として行われていた。また第二次世界大戦をへて戦後の一時期にも行われている
このほか、例えば柔道二段でもあった内田良平は講道館で旧知の間柄であったロシア駐在武官広瀬武夫大尉にある試合を依頼されている。広瀬はロシア滞在時柔道の武勇伝を重ねていて、それが皇帝ニコライ2世の耳に入り是非柔道を見たい、とついては皇帝お抱えのレスラーと試合をしてほしいという要請があったが、広瀬大尉は急用で出張することになり試合に出られなくなってしまったため、代理で出場してくれないかとの頼みで、内田は快くこれを引き受けたという。
こうして1898年（明治31年）2月に異種格闘技戦が催される。内田の相手は皇帝自慢のレスラーの触れ込みであるジャハーリンという人物。当時のロシアの最強レスラーで、クラチスキー・スタイルという流派を得意とする重量級の選手で、ニコライ2世をはじめ皇后アレクサンドラや閣僚など、軍幹部や各国公使等も参列しての試合であり、ルールはクラチスキー・スタイルと柔道をミックスしたルールで実施することになったとしている。審判は王室体育局の人物があたった。試合が始められるとジャハーリンは腰を低くした構えで内田に迫ったというが、機を見て内田はジャハーリンの懐に飛び込み、小内刈りで相手の態勢を崩して投げからの十字固めで相手の腕を決めて勝負を決したとされる。その後内田は同国陸軍予備学校で柔道を教えることになったという。
1909年（明治42年）には英国海軍が横浜に寄港した際に講道館に申し込んだことで実現した柔道家の昆野睦武と、スミスという英国人のボクシングチャンピオンの柔道対ボクシングの国際試合が羽衣座で行われ、試合は激しい戦いの応酬の末に昆野は肋骨を2本折られながらもスミスを破ったという記録が残っている。
1921年にはアメリカのプロレスラー、アド・サンテルが弟子のヘンリー・ウェーバーを連れて来日し、講道館柔道に対戦を要求するが、講道館は対戦を拒否し、系列の弘誠館が受けてたち、4名の柔道家が対戦し、プロレス対柔道の異種格闘技戦が行われている。
その他、前田光世がアメリカ、メキシコ、ヨーロッパなど世界各地で異種格闘技戦を行った。この間柔道衣着用の試合では1000勝以上し、終に無敗であった。
1967年、ソ連の柔道にサンボの選手と日本の柔道家との親善試合が東京、大阪、福岡で行われた。両国のスポーツ代表団が親善試合を行ったのはこれが初めてであったが、柔道マッチで行われた両国9人ずつの対戦は、スコアでは日本が最終試合を待たずに6勝を上げる。最後の試合にのぞんだのは日本が無差別級の柔道全日本チャンピオンかつ五輪優勝者並びに世界大会で二度の優勝経験を持つ岡野功、ソ連側はサンボ選手のボリス・ミシェンコであったが、日本陣営は岡野の勝利と見ていた。ところが岡野はサンボ技である寝技にひきこまれての回転腕十字を仕掛けられて破れている。試合後、代表団の総合勝利よりも日本最強の柔道家とされる岡野が敗れたことに、代表団が負けて岡野が勝ったほうがよかったと日本陣営は悔しがったという。
山下泰裕も1976年9月、母校東海大学で親善試合として１試合目をサンボルール、２試合目を柔道ルールで闘っている。相手は柔道家としても五輪銀メダルや世界選手権準優勝2回という実績もあり、サンボでも世界選手権２度の優勝を誇るビタリー・クズネツォフ。山下は両試合とも勝利したという。
空手も、近代から琉球空手家本部朝基が行っていたとされる掛け試しと呼ばれる他流試合が知られる。特に1922年（大正11年）に京都での異種格闘技戦興業に飛び入り参戦した拳闘家との試合で、外国人巨漢ボクサーを倒した一件が有名で、ほかにも拳闘家との試合やスパーリング等を行っている。
ボクシングジムを主宰し、タイ式ボクシング（ムエタイ）の興行を催そうとしていた野口修は、ジムにコーチとして招いていたムエタイ選手と所属ボクシング選手とでタイ式対ボクシングのスパーリングを行わせており、それをみてムエタイには空手でないと勝てないと気づくと、当時実戦空手の嚆矢として知られた山田辰雄率いる日本拳法空手道と大山道場（のち極真空手）に声をかけ、結果大山道場が引き受ける。こうして1964年にムエタイ対大山道場（極真空手）の対抗戦が実現した
なお極真空手は草創期から、太気至誠拳法との交流試合・対抗戦で技術交流を行い、太気拳も学んでいた。
中国拳法ではハン・フェイロン（Han Feilong）のように大会に出場する武術家もいるが、1954年マカオで行われた太極拳の呉公儀と白鶴拳の陳克夫との一戦が知られるほか、21世紀になっても中国伝統武術と西洋格闘技の一戦が行われている。

## 新日本プロレスの異種格闘技戦
猪木が設立した新日本プロレス（以下、新日）では、「純プロレス路線」と「異種格闘、総合格闘路線」との2つの方向性の微妙なバランスの上で成り立っているといえる。以降、大きな大会では純プロレス系の組み合わせと、総合格闘系、異種格闘系の対戦とが混在している。ノンフィクション作家の柳澤健は1976年は後述の猪木の3試合のほか、新日本プロレスリオデジャネイロ遠征でウィレム・ルスカ対イワン・ゴメスの対決がプロレスからバーリトゥードと化して行われており、新日本プロレスにリアルファイト（真剣勝負）が入り込んだ異常な年だった、としている。
また、それが新日の純プロレスの技や駆け引きにも1種のフィードバック現象を起こしている。よって、現役時代の猪木本人のみならず所属レスラーの多くが、純プロレスの試合であってもピンフォール（3カウント）勝ちばかりではなく打撃技でのKO（ノックアウト）勝ち、関節技や絞め技などを使ってのギブアップ勝ちを取るなど、双方の闘い方を行う傾向にある。これらは、多くのプロレス団体の闘い方にも影響を与えている結果となっている。
猪木は引退後にこの分野の先駆者イメージを生かし、PRIDEのプロデューサーとなり、定期的にこの大会を行い、対プロレス以外にも様々な異種格闘技戦を企画、展開することとなる。その代表的なものが、PRIDE対K-1等の各所属格闘家の試合などである。また、PRIDE同様にK-1も異種格闘技戦の性格を持つ。
総合格闘技で成功したプロレスラーも決して少なくはない。新日に限らず、プロレスラーとして総合格闘技に参戦する者や、その逆も出てきている。
2007年に猪木が旗揚げしたIGFでもK-1のトップファイターとプロレスラーの異種格闘技戦が行われている。

### アントニオ猪木の『格闘技世界一決定戦』シリーズ
新日本プロレスのアントニオ猪木が現役中に行った異種格闘技戦は、当時、一部で巻き起こった「プロレスは八百長、または、見世物的だ」という評価や風潮を打開し、猪木自らも「（自身をプロレスラーとして極めるための）他の格闘技への挑戦」、「（自身がプロレスを代表しての）他の格闘技との対戦」、そして「プロレスこそ世界最強の格闘技」の証明を謳い文句に行われてきたものといわれている。しかし実際は、後述するモハメド・アリ戦の実現をきっかけとし、そこから派生した借金の返済を目的とする新たな興行の側面が強い（一連の格闘技世界一決定戦の試合は「ワールドプロレスリング」の放送とは別に「水曜スペシャル」で放送されるため、その放映料が入る）。
格闘技戦と銘打たれていたが、当初は実際のルールの折衷や妥協・擦り合わせの面でうまくいかず、結果的にプロレスラーにとって不利となるものも多かった。また、「真剣勝負」を売りにしてはいたものの、いくつかの例外を除き、いずれの試合もいわゆるプロレス、あるいは完全なエキシビション・マッチだった、ともいわれている。ノンフィクション作家の柳澤健は1976年に行われたウィレム・ルスカ戦を除く、モハメド・アリ戦、アクラム・ペールワン戦、さらには異種格闘技戦ではないがパク・ソンナン戦はリアルファイト（真剣勝負）だったとしている。朝日新聞もアリ戦の翌日、ルスカ戦は真剣勝負ではないがアリ戦は真剣勝負である旨報じている。
1976年2月6日、対柔道家のウィレム・ルスカ戦で始まった猪木の一連の異種格闘技戦は、1997年1月4日、対空手家のウィリー・ウィリアムス戦まで20数試合行われた。試合によっては、猪木が開催中であった新日本プロレスのシリーズを欠場した上で、シリーズとは別の単独興行として開催される事もあった。
その中で最も有名な試合は、1976年6月26日に行われたボクシング統一世界ヘビー級チャンピオンである対モハメド・アリ戦である。この試合に対する当時の評価は、俗に「猪木アリ状態」と呼ばれる膠着状態が延々と続いた挙句の引き分けだったことから「世紀の茶番」とする見方が圧倒的に多かった（ただし後年、契約の内容やそれに伴う膨大なルール設定などが明らかになり、近年では再評価する声もある。詳細は該当項目を参照のこと）。
唯一敗北を喫したのは、1989年4月24日、対柔道家のショータ・チョチョシビリ戦であったが、その約1か月後の5月25日に再戦し、リベンジに成功している。

#### 戦績
| 勝敗 | 対戦相手                   | 試合結果                        | 会場                           | 開催年月日                       | 相手のファイトスタイル |
| ---- | -------------------------- | ------------------------------- | ------------------------------ | -------------------------------- | ---------------------- |
| ○    | ウィリエム・ルスカ         | 20分35秒 TKO                    | 日本武道館                     | 1976年2月6日\|\|柔道             |                        |
| △    | モハメッド・アリ           | 15R 引き分け                    | 日本武道館                     | 1976年6月26日                    | ボクシング             |
| ○    | アンドレ・ザ・ジャイアント | 23分44秒 レフリーストップ       | 蔵前国技館                     | 1976年10月7日                    | プロレス               |
| ○    | ウィリエム・ルスカ         | 21分27秒 レフリーストップ       | 蔵前国技館                     | 1976年12月9日                    | 柔道                   |
| ○    | アクラム・ペールワン       | 3R 1分5秒 ドクターストップ      | カラチ・ナショナルスタジアム   | 1976年12月12日                   | レスリング             |
| ○    | ザ・モンスターマン         | 5R 1分38秒 KO                   | 日本武道館                     | 1977年8月2日\|\|マーシャルアーツ |                        |
| ○    | チャック・ウェップナー     | 6R 1分35秒 逆エビ固め           | 日本武道館                     | 1977年10月25日                   | ボクシング             |
| ○    | ザ・ランバージャック       | 3R 1分19秒 KO                   | フィラデルフィアアリーナ       | 1978年4月4日\|\|マーシャルアーツ |                        |
| ○    | ザ・モンスターマン         | 7R 1分58秒 KO                   | 福岡スポーツセンター           | 1978年6月7日                     | マーシャルアーツ       |
| ○    | カール・ミルデンバーガー   | 4R 1分15秒 逆エビ固め           | フランクフルト・フェストホール | 1978年11月9日                    | ボクシング             |
| ○    | ミスターX                  | 3R 55秒 逆十字固め              | 大阪府立体育館                 | 1979年2月6日\|\|プロ空手         |                        |
| ○    | レフトフック・デイトン     | 6R 1分29秒 TKO                  | 福岡スポーツセンター           | 1979年4月3日                     | 空手・ボディビル       |
| △    | ジュベール・ペールワン     | 5R 引き分け                     | ラホール・カダフィスタジアム   | 1979月年9月6日                   | レスリング             |
| ○    | ウィリエム・ルスカ         | 15分6秒 弓矢固め                | 韓国・奨忠体育館               | 1979年10月5日                    | 柔道                   |
| ○    | キム・クロケイド           | 3R 58秒 KO                      | 京都府立体育館                 | 1979年12月13日                   | 空手・プロレス         |
| △    | ウィリー・ウィリアムス     | 4R 1分24秒 両者ドクターストップ | 蔵前国技館                     | 1980年2月27日\|\|極真空手        |                        |
| ○    | アノアロ・アティサノエ     | 5R 25秒 片エビ固め              | 大阪府立体育館                 | 1984年9月20日\|\|小錦の兄        |                        |
| ○    | レオン・スピンクス         | 8R 1分23秒 体固め               | 両国国技館                     | 1986年10月9日\|\|ボクシング      |                        |
| ×    | ショータ・チョチョシビリ   | 5R 1分24秒 KO                   | 東京ドーム                     | 1989年4月24日\|\|柔道            |                        |
| ○    | ショータ・チョチョシビリ   | 2R 1分7秒 裏十字固め            | 大阪城ホール                   | 1989年5月25日                    | 柔道                   |
| ○    | ウィリエム・ルスカ         | 11分37秒 裸絞め                 | 横浜アリーナ                   | 1994年9月23日\|\|柔道            |                        |
| ○    | ジェラルド・ゴルドー       | 6分37秒 裸絞め                  | 東京ドーム                     | 1995年1月4日\|\|キックボクシング |                        |
| ○    | スティング                 | 10分26秒 裸絞め                 | 東京ドーム                     | 1995年1月4日                     | プロレス               |
| ○    | ウィリー・ウィリアムス     | 4分13秒 寝技式アバラ折り        | 東京ドーム                     | 1997年1月4日                     | 空手                   |

## 新日本プロレス以外の異種格闘技戦

### 全日本プロレス
猪木と常に比較されてきたライバルのジャイアント馬場率いる全日本プロレスでは、新日の格闘技戦全盛時から「純プロレス」を標榜して全く異なる路線が敷かれたが、2度異種格闘技戦が行われている。1度目は1986年1月1日、後楽園ホールで行われた長州力対トム・マギー戦。マギーはさまざまな格闘技を経験していたという触れ込みだったが、もともとは格闘技ではないパワーリフティングの世界チャンピオンであり、ミスター・ヒトの下でプロデビューしたばかりの新人レスラーだった。試合もロープワークが飛び出すなどほとんど通常のプロレスと変わらず、3ラウンド2分13秒（5分10ラウンド制）、ラリアットからの体固めで長州の勝利。2度目は1987年6月9日、日本武道館で行われたジャイアント馬場対空手家のラジャ・ライオンとの試合。しかしまともな試合にならず、2ラウンド1分44秒（3分10ラウンド制）、馬場が十字固め（形は、後に佐々木健介が使うストラングルホールドαに類似）で勝利。これは当時、長州離脱により低迷していたテレビ中継のテコ入れの為、急遽の間に合わせとして浮上したカードであり、凡戦は必至であった。それ以後、馬場存命中の全日本プロレスのリングで異種格闘技戦は組まれることはなかった。

長州力
| 勝敗 | 対戦相手     | 試合結果       | 会場         | 開催年月日    | 相手のファイトスタイル |
| ---- | ------------ | -------------- | ------------ | ------------- | ---------------------- |
| ○    | トム・マギー | 3R 2:13 体固め | 後楽園ホール | 1986年1月11日 | パワーリフティング     |

ジャイアント馬場
| 勝敗 | 対戦相手         | 試合結果         | 会場       | 開催年月日   | 相手のファイトスタイル |
| ---- | ---------------- | ---------------- | ---------- | ------------ | ---------------------- |
| ○    | ラジャ・ライオン | 2R 1:44 十字固め | 日本武道館 | 1987年6月9日 | パキスタン空手         |

### UWF系団体の異種格闘技戦
格闘技色を強く打ち出した第2次UWFでも異種格闘技戦が行われており、第2次UWFから派生したプロフェッショナル・レスリング藤原組やUWFインターナショナルでも何試合か行われた。高田延彦はUWFインターナショナルを旗揚げした1991年12月に両国国技館で「格闘技世界一決定戦」と銘打って元WBC世界ヘビー級王者トレバー・バービックに勝利した。
前田日明
前田は自身初の異種格闘技戦を1986年の新日本プロレスのリングで前田日明 対 ドン・中矢・ニールセン戦にて経験。一方のニールセンもその後藤原喜明や山田恵一らと対戦している。
- UWF

| 勝敗 | 対戦相手               | 試合結果                 | 会場           | 開催年月日     | 相手のファイトスタイル |
| ---- | ---------------------- | ------------------------ | -------------- | -------------- | ---------------------- |
| ○    | ジェラルド・ゴルドー   | 4R 1:10 裏アキレス腱固め | 有明コロシアム | 1988年8月13日  | キックボクシング       |
| ○    | クリス・ドールマン     | 4R 0:30 膝十字固め       | 大阪球場       | 1989年5月4日   | サンボ                 |
| ○    | ウィリー・ウィルヘルム | 2R 1:28 膝十字固め       | 東京ドーム     | 1989年11月29日 | 柔道                   |

- リングス

| 勝敗 | 対戦相手                 | 試合結果        | 会場         | 開催年月日    | 相手のファイトスタイル |
| ---- | ------------------------ | --------------- | ------------ | ------------- | ---------------------- |
| ×    | アレキサンダー・カレリン | 2R終了 判定負け | 横浜アリーナ | 1999年2月21日 | レスリング             |

高田延彦
| 勝敗 | 対戦相手               | 試合結果           | 団体・会場              | 開催年月日     | 相手のファイトスタイル |
| ---- | ---------------------- | ------------------ | ----------------------- | -------------- | ---------------------- |
| ○    | デュアン・カズラスキー | 10:55 腕挫十字固め | UWF・東京ドーム         | 1989年11月29日 | レスリング             |
| ○    | トレバー・バービック   | 1R 2:52 試合放棄   | UWFインター・両国国技館 | 1991年12月22日 | ボクシング             |
| ○    | 北尾光司               | 3R 0:46 KO         | UWFインター・日本武道館 | 1992年10月23日 | 空拳道                 |

山崎一夫 
| 勝敗 | 対戦相手                   | 試合結果                         | 団体・会場                | 開催年月日     | 相手のファイトスタイル |
| ---- | -------------------------- | -------------------------------- | ------------------------- | -------------- | ---------------------- |
| ○    | トレバー・パワー・クラーク | 5R 1:13 フロント・フェイスロック | UWF・日本武道館           | 1989年1月10日  | キックボクシング       |
| ×    | クリス・ドールマン         | 3R 0:48 腕挫十字固め             | UWF・東京ドーム           | 1989年11月29日 | サンボ                 |
| ×    | 北尾光司                   | 7:44 KO                          | UWFインター・横浜アリーナ | 1992年5月8日   | 空拳道                 |

藤原喜明
| 勝敗 | 対戦相手                 | 試合結果               | 団体・会場                 | 開催年月日     | 相手のファイトスタイル |
| ---- | ------------------------ | ---------------------- | -------------------------- | -------------- | ---------------------- |
| ○    | ディック・レオン・フライ | 2R 0:48 アキレス腱固め | UWF・東京ドーム            | 1989年11月29日 | キックボクシング       |
| ×    | ドン・中矢・ニールセン   | 1R 1:07 TKO            | 藤原組・大阪府立体育館     | 1992年5月15日  | キックボクシング       |
| ○    | 青柳政司                 | 4R 1:30 裸絞め         | 藤原組・後楽園ホール       | 1993年10月29日 | 空手                   |
| ×    | 村上竜司                 | 2R 0:50 反則負け       | 藤原組・横浜文化体育館大会 | 1995年11月19日 | 空手                   |

安生洋二
| 勝敗 | 対戦相手                   | 試合結果            | 団体・会場            | 開催年月日     | 相手のファイトスタイル |
| ---- | -------------------------- | ------------------- | --------------------- | -------------- | ---------------------- |
| △    | チャンプア・ゲッソンリット | 5R 引き分け         | UWF・東京ドーム       | 1989年11月29日 | ムエタイ               |
| ○    | デイヴ・ベネトゥ           | 2:48 アキレス腱固め | UWFインター・神宮球場 | 1996年9月11日  | MMA                    |

船木誠勝
| 勝敗 | 対戦相手           | 試合結果       | 団体・会場         | 開催年月日    | 相手のファイトスタイル |
| ---- | ------------------ | -------------- | ------------------ | ------------- | ---------------------- |
| ○    | ロベルト・デュラン | 3R 1:31 腕固め | 藤原組・東京体育館 | 1992年4月19日 | ボクシング             |
| △    | モーリス・スミス   | 5R 引き分け    | 藤原組・東京ドーム | 1992年10月4日 | キックボクシング       |

鈴木みのる
| 勝敗 | 対戦相手               | 試合結果                   | 団体・会場                         | 開催年月日     | 相手のファイトスタイル |
| ---- | ---------------------- | -------------------------- | ---------------------------------- | -------------- | ---------------------- |
| ×    | モーリス・スミス       | 4R 1:29 KO                 | UWF・東京ドーム                    | 1989年11月29日 | キックボクシング       |
| ×    | モーリス・スミス       | 3R 0:52 KO                 | パンクラス・神戸ワールド記念ホール | 1993年11月8日  | キックボクシング       |
| ○    | モーリス・スミス       | 3R 0:36 腕挫十字固め       | パンクラス・日本武道館             | 1994年5月31日  | キックボクシング       |
| ○    | 獣神サンダー・ライガー | 1R 1:48 チョークスリーパー | パンクラス・横浜文化体育館         | 2002年11月30日 | プロレス               |
| ○    | 飯塚高史               | 2R 判定                    | パンクラス・両国国技館             | 2003年8月31日  | プロレス               |

田村潔司
| 勝敗 | 対戦相手                     | 試合結果       | 団体・会場                | 開催年月日   | 相手のファイトスタイル |
| ---- | ---------------------------- | -------------- | ------------------------- | ------------ | ---------------------- |
| ○    | マシュー・サード・モハメッド | 1R 0:34 裸絞め | UWFインター・横浜アリーナ | 1992年5月8日 | ボクシング             |

ウェイン・シャムロック
| 勝敗 | 対戦相手                       | 試合結果             | 団体・会場             | 開催年月日    | 相手のファイトスタイル |
| ---- | ------------------------------ | -------------------- | ---------------------- | ------------- | ---------------------- |
| ○    | ドン・中矢・ニールセン         | 1R 0:45 アームロック | 藤原組・東京ドーム     | 1992年10月4日 | キックボクシング       |
| ×    | フランク・"アニマル"・ロブマン | 2R 2:25 KO           | パンクラス・日本武道館 | 1994年5月31日 | キックボクシング       |

桜庭和志
| 勝敗 | 対戦相手     | 試合結果       | 団体・会場                       | 開催年月日    | 相手のファイトスタイル |
| ---- | ------------ | -------------- | -------------------------------- | ------------- | ---------------------- |
| ○    | レネ・ローゼ | 18:54 足首固め | UWFインターナショナル            | 1996年6月26日 | キックボクサー         |
| ○    | キモ         | 4:22 肩固め    | シュートボクシング S‐cup96決勝戦 | 1996年7月14日 | MMA                    |

高橋和生
| 勝敗 | 対戦相手                     | 試合結果             | 団体・会場           | 開催年月日     | 相手のファイトスタイル |
| ---- | ---------------------------- | -------------------- | -------------------- | -------------- | ---------------------- |
| ○    | ファーキャウ・ナ・パタヤ     | 2R 腕十字固め        | 藤原組・後楽園ホール | 1991年12月22日 | ムエタイ               |
| ○    | スパマン・オー・ソットサバー | 1R 2:37 腕挫十字固め | 藤原組・東京ドーム   | 1992年10月4日  | ムエタイ               |

ビリー・スコット
| 勝敗 | 対戦相手               | 試合結果     | 団体・会場              | 開催年月日     | 相手のファイトスタイル |
| ---- | ---------------------- | ------------ | ----------------------- | -------------- | ---------------------- |
| ○    | ジェームズ・ワーリング | 10R 判定 2-1 | UWFインター・両国国技館 | 1991年12月22日 | ボクシング             |

金原弘光
| 勝敗 | 対戦相手                   | 試合結果    | 団体・会場              | 開催年月日   | 相手のファイトスタイル |
| ---- | -------------------------- | ----------- | ----------------------- | ------------ | ---------------------- |
| ×    | チャンプア・ゲッソンリット | 5R 判定負け | UWFインター・日本武道館 | 1996年3月1日 | ムエタイ               |

高山善廣
| 勝敗 | 対戦相手 | 試合結果    | 団体・会場            | 開催年月日    | 相手のファイトスタイル |
| ---- | -------- | ----------- | --------------------- | ------------- | ---------------------- |
| ×    | キモ     | 1:16 裸絞め | UWFインター・神宮球場 | 1996年8月17日 | MMA                    |

### FMW
大仁田厚のFMWは正式名称である「フロンティア・マーシャルアーツ・レスリング」が示すとおり、初期は格闘技路線を標榜しており、大仁田対レオン・スピンクス（1992年5月24日）、大仁田対青柳政司などの対戦が行われている。FMWの場合、それまで「特別興行」もしくは「特別試合」という形で、いわばプレミア的な色合いを持たせて行われていた異種格闘技戦を、通常のプロレス興行にまで日常的にマッチメイクした点が斬新であった。ただし参戦する選手は、前述のように一線級や、無名であっても実力者がいた一方、なかにはその触れ込みすら怪しかったり、お話にならないほどに弱い選手もいた。一時期はデスマッチと共に「FMWの二枚看板」と位置付けられていた異種格闘技戦だったが、やがて団体がデスマッチ路線に特化すると共に、次第に行われなくなっていった。

### 女子プロレス
全日本女子プロレスでも異種格闘技戦が行われていた。これは全女創業者である松永兄弟が格闘技経験者だったためである。猪木の異種格闘技戦が始まった1976年には「世界三大格闘技戦」と銘打ち、田園コロシアムで池下ユミとムエタイのピンポン・ロカムヘンの試合など異種格闘技戦を行った。その後1990年代に入るとキックボクシングに近い格闘技戦を編み出し、レスラーのみならずシュートボクサーやキックボクサーとも対戦させ、WWWA世界格闘技王座も創設した。また、全女退団後のマッハ文朱も短期間ではあるが異種格闘技戦でリングに復帰している。
ジャパン女子プロレスも一時期「格闘技連合」としての再出発を目指していたため、異種格闘技戦が何度か組まれていた。

### 格闘技興行
佐山サトルは、マーク・コステロとグローブ着用、統一ルールの試合を行っている（結果は6ラウンド判定負け）。
佐山サトル
| 勝敗 | 対戦相手         | 試合結果    | イベント・会場           | 開催年月日     | 相手のファイトスタイル |
| ---- | ---------------- | ----------- | ------------------------ | -------------- | ---------------------- |
| ×    | マーク・コステロ | 6R終了 判定 | 格闘技大戦争・日本武道館 | 1977年11月14日 | キックボクシング       |

全日本キックボクシング連盟でロブ・カーマンや船木誠勝が異種格闘技戦を行った。
ロブ・カーマン
| 勝敗 | 対戦相手         | 試合結果               | 団体・会場                 | 開催年月日     | 相手のファイトスタイル |
| ---- | ---------------- | ---------------------- | -------------------------- | -------------- | ---------------------- |
| ○    | サムソン・ネグロ | 3R 0:38 KO（左膝蹴り） | 全日本キック・後楽園ホール | 1989年10月21日 | プロレス               |

船木誠勝
| 勝敗 | 対戦相手         | 試合結果                   | 団体・会場                     | 開催年月日     | 相手のファイトスタイル |
| ---- | ---------------- | -------------------------- | ------------------------------ | -------------- | ---------------------- |
| ○    | モーリス・スミス | 1R 1:50 チョークスリーパー | 全日本キック・東京ベイNKホール | 1993年11月27日 | キックボクシング       |

1988年4月、梶原一騎追悼興行・格闘技の祭典で、当時新日本プロレス所属の藤原喜明が、ロブ・カーマンの代打で急遽異種格闘技戦の出場。イランのイサマル・チャンガニーと試合を行った。
藤原喜明
| 勝敗 | 対戦相手               | 試合結果     | イベント・会場           | 開催年月日   | 相手のファイトスタイル |
| ---- | ---------------------- | ------------ | ------------------------ | ------------ | ---------------------- |
| ○    | イサマル・チャンガニー | 3分5R 引分け | 格闘技の祭典・両国国技館 | 1988年4月2日 | ボクシング             |

シーザー武志はシュートボクシングの興行で、異種格闘技戦をチェンジングマッチと称してムエタイや琉球空手、マーシャルアーツなどと試合を行った。また、1996年1月にはマンソン・ギブソンと安生洋二の異種格闘技戦が行われた。
シーザー武志
| 勝敗 | 対戦相手                       | 試合結果                 | イベント・会場                   | 開催年月日    | 相手のファイトスタイル |
| ---- | ------------------------------ | ------------------------ | -------------------------------- | ------------- | ---------------------- |
| ○    | デニス・クロフォード           | 2R 2:08 KO 右フック      | シュートボクシング・後楽園ホール | 1987年12月5日 | マーシャルアーツ       |
| ○    | ジェームズ・ホワイト           | 本戦 3:06 TKO タオル投入 | シュートボクシング・後楽園ホール | 1987年5月30日 | マーシャルアーツ       |
| ○    | チャーリー・リア・チャオファー | 延長2回 判定             | シュートボクシング・後楽園ホール | 1987年3月21日 | ムエタイ               |
| ○    | ジェームズ・バシム             | 2R 1:35 左ハイキック     | シュートボクシング・後楽園ホール | 1987年1月31日 | マーシャルアーツ       |

ZERO1では、空手家の小笠原和彦、中国武術らと異種格闘技戦が不定期ながら行われていた。
2015年には「異種格闘技戦」を名乗るイベント「巌流島」が旗揚げされる。

## その他
- JBCのルールでは他のプロスポーツや格闘技との兼業を禁じているため、現役のJBC管轄下のプロボクサーが異種格闘技戦を行うことは不可能である。しかしJBC以外のコミッションからライセンス給付済みのボクサーが異種格闘技戦を日本国内で行った例は前出の猪木vsアリ戦や高田vsバービック戦、大仁田vsスピンクス以外にも幾つかある。ビクトル・ラバナレス対村浜武洋、ロベルト・デュラン対船木誠勝、トニー・ホーム対橋本真也など。2021年には全日本プロレスのヨシタツが3月28日に異種格闘技戦としてキックボクサーの内田ノボルとの対戦に続き、2021年6月27日にはボクシング引退後、総合格闘技に転向し、PRIDEなどで活躍していた元東洋太平洋クルーザー級王者の西島洋介とプロレス対ボクシング形式で対戦している。
- 全日本柔道連盟も同様で全柔連所属選手の異種格闘技戦は行われていないが、他国の連盟で活動する柔道選手が日本で異種格闘技戦を行ったケースは存在しており、アレン・コージ、グンダレンコ・テレチコワらが該当する。
- アメリカのプロレス界でも、全盛時を過ぎた一流ボクサーがプロレスラーとの試合を行うことがよくあったが、別に「格闘技世界一決定戦」というようなものではなかった。馬場はアメリカ武者修行時代にこの類の試合で元世界ライトヘビー級王者アーチー・ムーアと戦っている（馬場本人の話では、結果はムーア側のセコンド乱入による無効試合だったらしい）。
- また、日本プロレスが健在だった時代、日本テレビ主導下で大晦日の目玉として馬場と1964年東京オリンピック柔道金メダリストアントン・ヘーシンクの異種格闘技戦構想が浮上していたが、実現には至らず。
- アンドレ・ザ・ジャイアントは、猪木VSアリ戦と連動して開催されたWWWF主催興行「ショーダウン・アット・シェイ」でプロボクサーのチャック・ウェプナーと戦い、リングアウト勝ちしている。

- 1998年に「オカマムエタイ戦士」パリンヤー・ジャルーンポンと当時ネオ・レディース所属の女子プロレスラー井上京子の間で行われた異種格闘技戦は競技のみならず性別も越えた試合として「異種異性格闘技戦」と称された。

- 猪木の側近として異種格闘技戦の企画、推進に当たった「過激な仕掛人」の新間寿は、後年「ある意味猪木は馬場さんがいたからこそアリと闘った。馬場さんのようにアメリカのプロレス界に強力なルートがあったら異種格闘技戦なんかやらなかったかもしれない」と語っている[15]。

- 2021年12月18日に中国・武漢で開催された「漢武伝説の翔武争覇」と銘打たれた中国人格闘家でインフルエンサーでもある玄武が元WBO（世界ボクシング機関）世界フライ級王者の木村翔を招いた試合は、両者ともに拳にグローブをはめ込んだボクシングルールで実施されていたはずだったが、いきなり玄武が容赦なく木村を突き飛ばすなどの異種格闘技戦と化す。あまりの傍若無人さに木村のセコンドは必死にクレームを入れるが、2ラウンド途中ふたたび倒された木村を抱きかかえ上げた玄武は、頭からキャンバスに叩きつけた。この試合当日の審判役員を務めていた張旭は、中国格闘技専門メディア『格斗迷』の取材で試合前から対戦方法が中国のカンフーvs日本のボクシングだとしか聞かされていなかったとしている。